# C. Donovan Bailey
C. Donovan Bailey (20 de agosto de 1965) es un botánico estadounidense. Desarrolla actividades académicas y es además curador en la Universidad Estatal de Nuevo México, siendo especialista en sistemática vegetal y biólogo evolucionario, con afinidad con la evolución molecular de la familia Brassicaceae y el género Leucaena (Fabaceae).
A 2014, posee 24 publicaciones, con 491 citas; colaborando con 58 coautores desde 1999, y es citado por 1256 autores

## Algunas publicaciones
- d. Vlad, d. Kierzkowski, m.i. Rast, f. Vuolo, r.d. Ioio, c. Galinha, x. Gan, m. Hajheidari, a. Hay, r.s. Smith, p. Huijser, c.d. Bailey, m. Tsiantis. 2014. Leaf shape evolution through duplication, regulatory diversification and loss of a homeobox gene. Science 343:780-783. descripción en video (enlace roto disponible en Internet Archive; véase el historial, la primera versión y la última).

- l. Urban, c.d. Bailey. 2013. Phylogeny of Leavenworthia and Selenia (Brassicaceae). Systematic Botany 38: 723-736

- p.j. Alexander, m.d. Windham, j.b. Beck, i.a. Al-Shehbaz, l. Allphin, c.d. Bailey. 2013. Molecular phylogenetics and taxonomy of the genus Boechera and related genera (Brassicaceae: Boechereae). Systematic Botany 38: 192-209

- a. Churbanov, r. Ryan, n.a. Hasan, c.d. Bailey, h. Chen, b.g. Milligan. 2012. HighSSR software: High throughput SSR characterization and locus development from next gen sequencing data. Bioinformatics 28: 2797-2803

- j.b. Beck, p.a. Alexander, l. Allphin, i.a. Al-Shehbaz, c. Rushworth, c.d. Bailey, m.d. Windham. 2012. Does hybridization drive the transition to asexuality in diploid Boechera? Evolution 66: 985-995 PDF Archivado el 5 de diciembre de 2013 en Wayback Machine.

- r. Govindarajulu, c.e. Hughes, p.j. Alexander, c.d. Bailey. 2011a. The complex evolutionary dynamics of ancient and recent polyploidy in Leucaena (Leguminosae; Mimosoideae). Am. J. of Botany 98: 2064-2076 PDF Archivado el 5 de diciembre de 2013 en Wayback Machine.

- r. Govindarajulu, c.e. Hughes, c.d. Bailey. 2011b. Phylogenetic and population genetic analyses of diploid Leucaena (Leguminosae; Mimosoideae) reveal cryptic species diversity and patterns of divergent allopatric speciation. Am. J. of Botany 98: 2049-2063 PDF Archivado el 5 de diciembre de 2013 en Wayback Machine.

- La abreviatura «C.D.Bailey» se emplea para indicar a C. Donovan Bailey como autoridad en la descripción y clasificación científica de los vegetales.[7]